# Critério do Dauphiné de 2020
A 72 edição do Critério do Dauphiné ocorreu de 12 a 16 de agosto de 2020, após ter sido interrompida devido à pandemia de COVID-19.. A carreira desenvolve-se num formato reduzido de cinco etapas entre Clermont-Ferrand, entre o canal dos Puys e a planície de Limagne, e Megève, no maciço de Mont-Blanc
A prova faz parte do calendário UCI World Tour de 2020 em categoria 1.uwT.

## Apresentação

### Percorrido
Nenhum contrarrelógio esteve no programa desta edição. Trata-se de uma primeira desde a criação da corrida em 1947.. A primeira etapa que inicia de Clermont-Ferrand, é a mais longa da carreira com 218,5 quilómetros num percurso acidentado nos montes do Forez. A continuação da corrida comporta quatro chegadas à cimeira, para os quatro últimos dias (col de Porte, San Martin-de-Belleville e duas vez Megève). O col da Madeleine (17 quilómetros de subida ao 8,3 % de média) está no programa da terceira etapa. A quarta etapa compreende sete subidas, entre elas a subida de Bisanne (12 quilómetros ao 8,2 % de média). A última etapa está traçada num percurso montanhoso em Megève com quatro dificuldades : a cota de Domancy, o col de Romme, o col da Colombière e a difícil cota de Cordon
Assim, pela segunda vez da história da corrida, uma cidade, Megève, acolhe duas chegadas de etapas. Isso tinha sido já o caso em Megève em 1998.

### Equipes
Vinte e três equipas participam neste Critério do Dauphiné - os 19 WorldTeams e 4 ProTeams.:
| Equipes WorldTeam (19)- AG2R La Mondiale - Astana - Bahrain McLaren - Bora-Hansgrohe - CCC Team - Cofidis - Deceuninck-Quick Step - EF Pro Cycling - Groupama-FDJ - Israel Start-Up Nation - Lotto Soudal - Mitchelton-Scott - Movistar Team - NTT Pro Cycling - Ineos - Jumbo-Visma - Team Sunweb - Trek-Segafredo - UAE Team Emirates Equipes ProTeam (4)- Arkéa-Samsic - B&B Hotels-Vital Concept p/b KTM - Circus-Wanty Gobert - Total Direct Énergie |
| |

## Etapas
| Etapa | Data    | Percurso                                  | type            | Distância (km) | Vencedor       | Líder geral            |
| ----- | ------- | ----------------------------------------- | --------------- | -------------- | -------------- | ---------------------- |
| 1     | 12 ago. | Clermont-Ferrand – Saint-Christo-en-Jarez | etapa escarpada | 218,5          | Wout van Aert  | Wout van Aert          |
| 2     | 13 ago. | Vienne – Col de Porte                     | alta montanha   | 181            | Primož Roglič  | Primož Roglič          |
| 3     | 14 ago. | Corenc – Saint-Martin-de-Belleville       | alta montanha   | 175,5          | Davide Formolo | Primož Roglič          |
| 4     | 15 ago. | Ugine – Megève                            | alta montanha   | 173            | Lennard Kämna  | Primož Roglič          |
| 5     | 16 ago. | Megève – Megève                           | alta montanha   | 153,5          | Sepp Kuss      | Daniel Felipe Martínez |

## Classificação por etapas

### 1.ª etapa
A primeira das cinco etapas oferece-se uma saída inédita desde Clermont-Ferrand (Puy-de-Dôme). Uma boa repetição geral, a duas semanas do Tour de France. A capital auvergnate acolherá em setembro a saída da 14.ª etapa do Tour de France e engloba 130 kms do traçado. Esta primeira jornada de carreira  tem apenas uma dificuldade para os ciclistas. 218 kms estavam programados com muito desnível e um final escarpado para finalizadores. Desde os primeiros quilómetros, Michael Schär ( Suíça ) e Tom-Jelte Slagter ( Países Baixos) escapam-se enquanto após vários quilómetros, longe do pelotão, o neerlandês deixa passar só o suíço. O avanço do fugido passa baixo a barra de 3 min. Quentin Pacher faz boa impressão. Sai a sua vez, atinge os 2 perseguidores : Rémi Cavagna e Søren Kragh Andersen, passa-os e ganha o minuto entre o pelotão e o fugido Michael Schär, o apanhado e o seguidor. Não obstante, a 26 kms da linha de chegada, Quentin Pacher agora em cabeça, escorrega numa viragem e cai. Michael Schär retoma pois a cabeça da corrida. A 16 kms do objectivo, está apanhado pelos 2 perseguidores. Rémi Cavagna passa Søren Kragh Andersen, mas o pelotão atinge o corredor a menos de 13 kms da chegada. Baixo o impulso do equipa Jumbo-Visma, o grupo separa-se numa cinquentena de corredores, potencialmente vencedores da etapa. Ao sprint, Wout Van Aert leva-o ante Daryl Impey e Egan Bernal.
| \| Classificação por etapas \| Classificação por etapas \| Classificação por etapas \| Classificação por etapas \| Classificação por etapas \| \| Ciclista \| Ciclista \| Equipe \| Tempo \| \| \| ------------------------ \| ------------------------ \| ------------------------ \| ------------------------ \| ------------------------ \| \| 1. \| Wout van Aert \| Jumbo-Visma \| 5h27m42s \| \| \| 2. \| Daryl Impey \| Mitchelton-Scott \| + 0s \| \| \| 3. \| Egan Bernal \| Team Ineos \| + 0s \| \| \| 4. \| Alejandro Valverde \| Movistar Team \| + 0s \| \| \| 5. \| Tadej Pogačar \| UAE Team Emirates \| + 0s \| \| \| 6. \| Alexey Lutsenko \| Astana \| + 0s \| \| \| 7. \| Sergio Higuita \| EF Pro Cycling \| + 0s \| \| \| 8. \| Benoît Cosnefroy \| AG2R La Mondiale \| + 0s \| \| \| 9. \| Primož Roglič \| Jumbo-Visma \| + 0s \| \| \| 10. \| Guillaume Martin \| Cofidis \| + 0s \| \| |                    |                   |          |
| |                    |                   |          |
| Fonte: ProCyclingStats |                    |                   |          |
| Classificação por etapas |                    |                   |          |
| Ciclista | Ciclista           | Equipe            | Tempo    |
| 1. | Wout van Aert      | Jumbo-Visma       | 5h27m42s |
| 2. | Daryl Impey        | Mitchelton-Scott  | + 0s     |
| 3. | Egan Bernal        | Team Ineos        | + 0s     |
| 4. | Alejandro Valverde | Movistar Team     | + 0s     |
| 5. | Tadej Pogačar      | UAE Team Emirates | + 0s     |
| 6. | Alexey Lutsenko    | Astana            | + 0s     |
| 7. | Sergio Higuita     | EF Pro Cycling    | + 0s     |
| 8. | Benoît Cosnefroy   | AG2R La Mondiale  | + 0s     |
| 9. | Primož Roglič      | Jumbo-Visma       | + 0s     |
| 10. | Guillaume Martin   | Cofidis           | + 0s     |

| \| Classificação geral \| Classificação geral \| Classificação geral \| Classificação geral \| Classificação geral \| \| Ciclista \| Ciclista \| Equipe \| Tempo \| \| \| ------------------- \| ------------------- \| ------------------- \| ------------------- \| ------------------- \| \| 1. \| Wout van Aert \| Jumbo-Visma \| 5h27m32s \| \| \| 2. \| Daryl Impey \| Mitchelton-Scott \| + 4s \| \| \| 3. \| Egan Bernal \| Team Ineos \| + 6s \| \| \| 4. \| Alejandro Valverde \| Movistar Team \| + 10s \| \| \| 5. \| Tadej Pogačar \| UAE Team Emirates \| + 10s \| \| \| 6. \| Alexey Lutsenko \| Astana \| + 10s \| \| \| 7. \| Sergio Higuita \| EF Pro Cycling \| + 10s \| \| \| 8. \| Benoît Cosnefroy \| AG2R La Mondiale \| + 10s \| \| \| 9. \| Primož Roglič \| Jumbo-Visma \| + 10s \| \| \| 10. \| Guillaume Martin \| Cofidis \| + 10s \| \| |                    |                   |          |
| |                    |                   |          |
| Fonte: ProCyclingStats |                    |                   |          |
| Classificação geral |                    |                   |          |
| Ciclista | Ciclista           | Equipe            | Tempo    |
| 1. | Wout van Aert      | Jumbo-Visma       | 5h27m32s |
| 2. | Daryl Impey        | Mitchelton-Scott  | + 4s     |
| 3. | Egan Bernal        | Team Ineos        | + 6s     |
| 4. | Alejandro Valverde | Movistar Team     | + 10s    |
| 5. | Tadej Pogačar      | UAE Team Emirates | + 10s    |
| 6. | Alexey Lutsenko    | Astana            | + 10s    |
| 7. | Sergio Higuita     | EF Pro Cycling    | + 10s    |
| 8. | Benoît Cosnefroy   | AG2R La Mondiale  | + 10s    |
| 9. | Primož Roglič      | Jumbo-Visma       | + 10s    |
| 10. | Guillaume Martin   | Cofidis           | + 10s    |

### 2. ª etapa
| \| Classificação por etapas \| Classificação por etapas \| Classificação por etapas \| Classificação por etapas \| Classificação por etapas \| \| Ciclista \| Ciclista \| Equipe \| Tempo \| \| \| ------------------------ \| ------------------------ \| ------------------------ \| ------------------------ \| ------------------------ \| \| 1. \| Primož Roglič \| Jumbo-Visma \| 3h39m40s \| \| \| 2. \| Thibaut Pinot \| Groupama-FDJ \| + 8s \| \| \| 3. \| Emanuel Buchmann \| Bora-Hansgrohe \| + 8s \| \| \| 4. \| Guillaume Martin \| Cofidis \| + 8s \| \| \| 5. \| Nairo Quintana \| Arkéa-Samsic \| + 10s \| \| \| 6. \| Miguel Ángel López \| Astana \| + 10s \| \| \| 7. \| Daniel Felipe Martínez \| EF Pro Cycling \| + 10s \| \| \| 8. \| Mikel Landa \| Bahrain McLaren \| + 10s \| \| \| 9. \| Richie Porte \| Trek-Segafredo \| + 10s \| \| \| 10. \| Egan Bernal \| Team Ineos \| + 10s \| \| |                        |                 |          |
| |                        |                 |          |
| Fonte: ProCyclingStats |                        |                 |          |
| Classificação por etapas |                        |                 |          |
| Ciclista | Ciclista               | Equipe          | Tempo    |
| 1. | Primož Roglič          | Jumbo-Visma     | 3h39m40s |
| 2. | Thibaut Pinot          | Groupama-FDJ    | + 8s     |
| 3. | Emanuel Buchmann       | Bora-Hansgrohe  | + 8s     |
| 4. | Guillaume Martin       | Cofidis         | + 8s     |
| 5. | Nairo Quintana         | Arkéa-Samsic    | + 10s    |
| 6. | Miguel Ángel López     | Astana          | + 10s    |
| 7. | Daniel Felipe Martínez | EF Pro Cycling  | + 10s    |
| 8. | Mikel Landa            | Bahrain McLaren | + 10s    |
| 9. | Richie Porte           | Trek-Segafredo  | + 10s    |
| 10. | Egan Bernal            | Team Ineos      | + 10s    |

| \| Classificação geral \| Classificação geral \| Classificação geral \| Classificação geral \| Classificação geral \| \| Ciclista \| Ciclista \| Equipe \| Tempo \| \| \| ------------------- \| ---------------------- \| ------------------- \| ------------------- \| ------------------- \| \| 1. \| Primož Roglič \| Jumbo-Visma \| 9h07m12s \| \| \| 2. \| Thibaut Pinot \| Groupama-FDJ \| + 12s \| \| \| 3. \| Emanuel Buchmann \| Bora-Hansgrohe \| + 14s \| \| \| 4. \| Egan Bernal \| Team Ineos \| + 16s \| \| \| 5. \| Guillaume Martin \| Cofidis \| + 18s \| \| \| 6. \| Nairo Quintana \| Arkéa-Samsic \| + 20s \| \| \| 7. \| Richie Porte \| Trek-Segafredo \| + 20s \| \| \| 8. \| Mikel Landa \| Bahrain McLaren \| + 20s \| \| \| 9. \| Miguel Ángel López \| Astana \| + 20s \| \| \| 10. \| Daniel Felipe Martínez \| EF Pro Cycling \| + 20s \| \| |                        |                 |          |
| |                        |                 |          |
| Fonte: ProCyclingStats |                        |                 |          |
| Classificação geral |                        |                 |          |
| Ciclista | Ciclista               | Equipe          | Tempo    |
| 1. | Primož Roglič          | Jumbo-Visma     | 9h07m12s |
| 2. | Thibaut Pinot          | Groupama-FDJ    | + 12s    |
| 3. | Emanuel Buchmann       | Bora-Hansgrohe  | + 14s    |
| 4. | Egan Bernal            | Team Ineos      | + 16s    |
| 5. | Guillaume Martin       | Cofidis         | + 18s    |
| 6. | Nairo Quintana         | Arkéa-Samsic    | + 20s    |
| 7. | Richie Porte           | Trek-Segafredo  | + 20s    |
| 8. | Mikel Landa            | Bahrain McLaren | + 20s    |
| 9. | Miguel Ángel López     | Astana          | + 20s    |
| 10. | Daniel Felipe Martínez | EF Pro Cycling  | + 20s    |

### 3. ª etapa
| \| Classificação por etapas \| Classificação por etapas \| Classificação por etapas \| Classificação por etapas \| Classificação por etapas \| \| Ciclista \| Ciclista \| Equipe \| Tempo \| \| \| ------------------------ \| ------------------------ \| ------------------------ \| ------------------------ \| ------------------------ \| \| 1. \| Davide Formolo \| UAE Team Emirates \| 4h06m56s \| \| \| 2. \| Primož Roglič \| Jumbo-Visma \| + 33s \| \| \| 3. \| Thibaut Pinot \| Groupama-FDJ \| + 33s \| \| \| 4. \| Emanuel Buchmann \| Bora-Hansgrohe \| + 33s \| \| \| 5. \| Daniel Felipe Martínez \| EF Pro Cycling \| + 33s \| \| \| 6. \| Mikel Landa \| Bahrain McLaren \| + 33s \| \| \| 7. \| Guillaume Martin \| Cofidis \| + 33s \| \| \| 8. \| Tadej Pogačar \| UAE Team Emirates \| + 33s \| \| \| 9. \| Pavel Sivakov \| Team Ineos \| + 39s \| \| \| 10. \| Miguel Ángel López \| Astana \| + 39s \| \| |                        |                   |          |
| |                        |                   |          |
| Fonte: ProCyclingStats |                        |                   |          |
| Classificação por etapas |                        |                   |          |
| Ciclista | Ciclista               | Equipe            | Tempo    |
| 1. | Davide Formolo         | UAE Team Emirates | 4h06m56s |
| 2. | Primož Roglič          | Jumbo-Visma       | + 33s    |
| 3. | Thibaut Pinot          | Groupama-FDJ      | + 33s    |
| 4. | Emanuel Buchmann       | Bora-Hansgrohe    | + 33s    |
| 5. | Daniel Felipe Martínez | EF Pro Cycling    | + 33s    |
| 6. | Mikel Landa            | Bahrain McLaren   | + 33s    |
| 7. | Guillaume Martin       | Cofidis           | + 33s    |
| 8. | Tadej Pogačar          | UAE Team Emirates | + 33s    |
| 9. | Pavel Sivakov          | Team Ineos        | + 39s    |
| 10. | Miguel Ángel López     | Astana            | + 39s    |

| \| Classificação geral \| Classificação geral \| Classificação geral \| Classificação geral \| Classificação geral \| \| Ciclista \| Ciclista \| Equipe \| Tempo \| \| \| ------------------- \| ---------------------- \| ------------------- \| ------------------- \| ------------------- \| \| 1. \| Primož Roglič \| Jumbo-Visma \| 13h14m35s \| \| \| 2. \| Thibaut Pinot \| Groupama-FDJ \| + 14s \| \| \| 3. \| Emanuel Buchmann \| Bora-Hansgrohe \| + 20s \| \| \| 4. \| Guillaume Martin \| Cofidis \| + 24s \| \| \| 5. \| Mikel Landa \| Bahrain McLaren \| + 26s \| \| \| 6. \| Daniel Felipe Martínez \| EF Pro Cycling \| + 26s \| \| \| 7. \| Egan Bernal \| Team Ineos \| + 31s \| \| \| 8. \| Miguel Ángel López \| Astana \| + 32s \| \| \| 9. \| Nairo Quintana \| Arkéa-Samsic \| + 35s \| \| \| 10. \| Richie Porte \| Trek-Segafredo \| + 35s \| \| |                        |                 |           |
| |                        |                 |           |
| Fonte: ProCyclingStats |                        |                 |           |
| Classificação geral |                        |                 |           |
| Ciclista | Ciclista               | Equipe          | Tempo     |
| 1. | Primož Roglič          | Jumbo-Visma     | 13h14m35s |
| 2. | Thibaut Pinot          | Groupama-FDJ    | + 14s     |
| 3. | Emanuel Buchmann       | Bora-Hansgrohe  | + 20s     |
| 4. | Guillaume Martin       | Cofidis         | + 24s     |
| 5. | Mikel Landa            | Bahrain McLaren | + 26s     |
| 6. | Daniel Felipe Martínez | EF Pro Cycling  | + 26s     |
| 7. | Egan Bernal            | Team Ineos      | + 31s     |
| 8. | Miguel Ángel López     | Astana          | + 32s     |
| 9. | Nairo Quintana         | Arkéa-Samsic    | + 35s     |
| 10. | Richie Porte           | Trek-Segafredo  | + 35s     |

### 4. ª etapa
| \| Classificação por etapas \| Classificação por etapas \| Classificação por etapas \| Classificação por etapas \| Classificação por etapas \| \| Ciclista \| Ciclista \| Equipe \| Tempo \| \| \| ------------------------ \| ------------------------ \| ------------------------ \| ------------------------ \| ------------------------ \| \| 1. \| Lennard Kämna \| Bora-Hansgrohe \| 4h27m56s \| \| \| 2. \| David de la Cruz \| UAE Team Emirates \| + 41s \| \| \| 3. \| Julian Alaphilippe \| Deceuninck-Quick Step \| + 56s \| \| \| 4. \| Jack Haig \| Mitchelton-Scott \| + 58s \| \| \| 5. \| Kenny Elissonde \| Trek-Segafredo \| + 1m02s \| \| \| 6. \| Fausto Masnada \| CCC Team \| + 1m10s \| \| \| 7. \| Michał Kwiatkowski \| Team Ineos \| + 1m19s \| \| \| 8. \| Marc Hirschi \| Team Sunweb \| + 1m43s \| \| \| 9. \| Thibaut Pinot \| Groupama-FDJ \| + 3m01s \| \| \| 10. \| Primož Roglič \| Jumbo-Visma \| + 3m01s \| \| |                    |                       |          |
| |                    |                       |          |
| Fonte: ProCyclingStats |                    |                       |          |
| Classificação por etapas |                    |                       |          |
| Ciclista | Ciclista           | Equipe                | Tempo    |
| 1. | Lennard Kämna      | Bora-Hansgrohe        | 4h27m56s |
| 2. | David de la Cruz   | UAE Team Emirates     | + 41s    |
| 3. | Julian Alaphilippe | Deceuninck-Quick Step | + 56s    |
| 4. | Jack Haig          | Mitchelton-Scott      | + 58s    |
| 5. | Kenny Elissonde    | Trek-Segafredo        | + 1m02s  |
| 6. | Fausto Masnada     | CCC Team              | + 1m10s  |
| 7. | Michał Kwiatkowski | Team Ineos            | + 1m19s  |
| 8. | Marc Hirschi       | Team Sunweb           | + 1m43s  |
| 9. | Thibaut Pinot      | Groupama-FDJ          | + 3m01s  |
| 10. | Primož Roglič      | Jumbo-Visma           | + 3m01s  |

| \| Classificação geral \| Classificação geral \| Classificação geral \| Classificação geral \| Classificação geral \| \| Ciclista \| Ciclista \| Equipe \| Tempo \| \| \| ------------------- \| ---------------------- \| ------------------- \| ------------------- \| ------------------- \| \| 1. \| Primož Roglič \| Jumbo-Visma \| 17h45m32s \| \| \| 2. \| Thibaut Pinot \| Groupama-FDJ \| + 14s \| \| \| 3. \| Guillaume Martin \| Cofidis \| + 24s \| \| \| 4. \| Mikel Landa \| Bahrain McLaren \| + 26s \| \| \| 5. \| Daniel Felipe Martínez \| EF Pro Cycling \| + 26s \| \| \| 6. \| Miguel Ángel López \| Astana \| + 32s \| \| \| 7. \| Nairo Quintana \| Arkéa-Samsic \| + 35s \| \| \| 8. \| Richie Porte \| Trek-Segafredo \| + 35s \| \| \| 9. \| Tadej Pogačar \| UAE Team Emirates \| + 1m17s \| \| \| 10. \| Romain Bardet \| AG2R La Mondiale \| + 1m24s \| \| |                        |                   |           |
| |                        |                   |           |
| Fonte: ProCyclingStats |                        |                   |           |
| Classificação geral |                        |                   |           |
| Ciclista | Ciclista               | Equipe            | Tempo     |
| 1. | Primož Roglič          | Jumbo-Visma       | 17h45m32s |
| 2. | Thibaut Pinot          | Groupama-FDJ      | + 14s     |
| 3. | Guillaume Martin       | Cofidis           | + 24s     |
| 4. | Mikel Landa            | Bahrain McLaren   | + 26s     |
| 5. | Daniel Felipe Martínez | EF Pro Cycling    | + 26s     |
| 6. | Miguel Ángel López     | Astana            | + 32s     |
| 7. | Nairo Quintana         | Arkéa-Samsic      | + 35s     |
| 8. | Richie Porte           | Trek-Segafredo    | + 35s     |
| 9. | Tadej Pogačar          | UAE Team Emirates | + 1m17s   |
| 10. | Romain Bardet          | AG2R La Mondiale  | + 1m24s   |

### 5. ª etapa

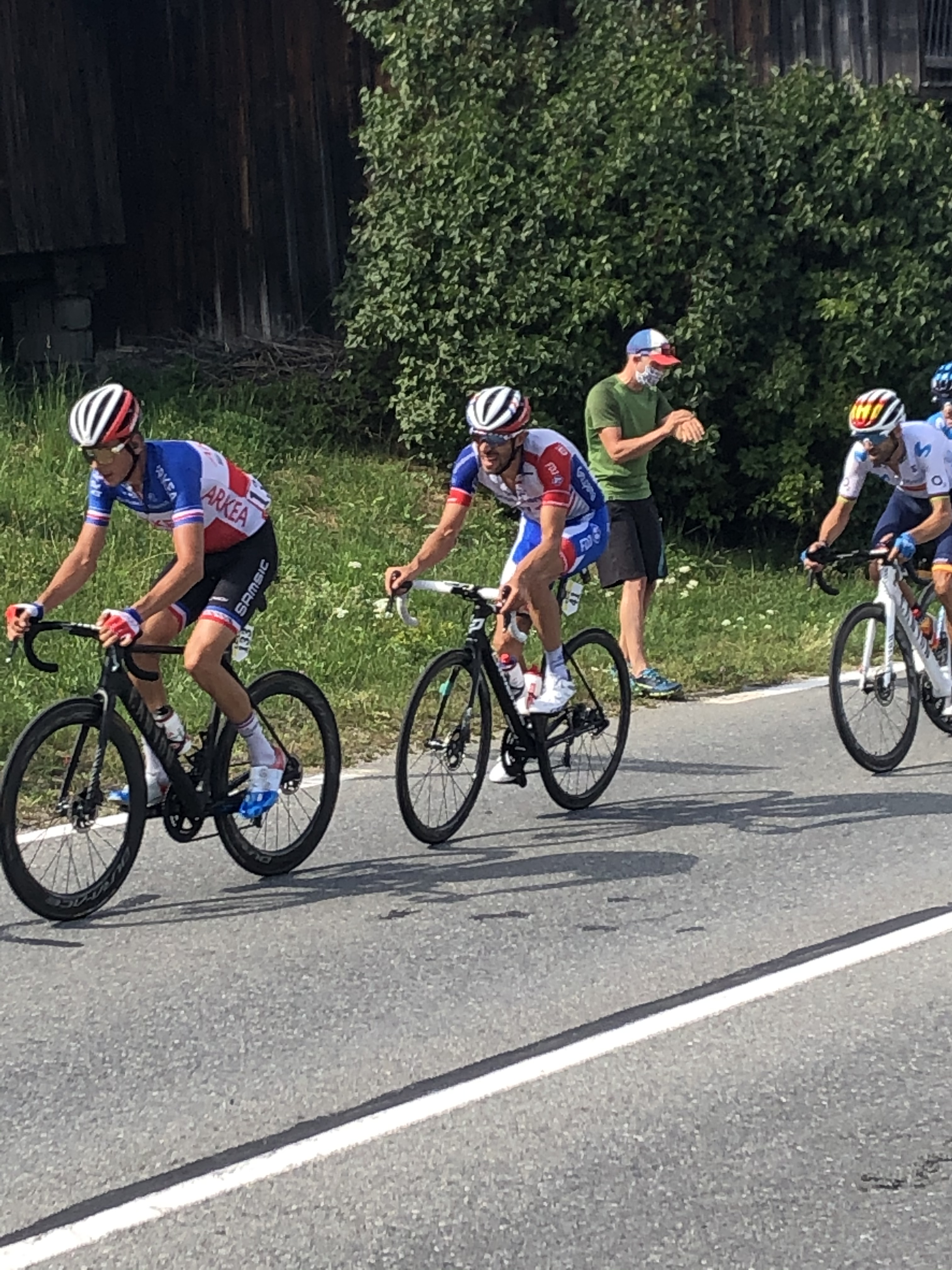
Thibaut Pinot e Warren Barguil durante a 5 etapa

Na continuação à sua queda durante a 4.ª etapa, o líder da carreira, Primož Roglič não toma a saída da última etapa da carreira.
| \| Classificação por etapas \| Classificação por etapas \| Classificação por etapas \| Classificação por etapas \| Classificação por etapas \| \| Ciclista \| Ciclista \| Equipe \| Tempo \| \| \| ------------------------ \| ------------------------ \| ------------------------ \| ------------------------ \| ------------------------ \| \| 1. \| Sepp Kuss \| Jumbo-Visma \| 3h58m39s \| \| \| 2. \| Daniel Felipe Martínez \| EF Pro Cycling \| + 27s \| \| \| 3. \| Tadej Pogačar \| UAE Team Emirates \| + 30s \| \| \| 4. \| Pavel Sivakov \| Team Ineos \| + 45s \| \| \| 5. \| Tom Dumoulin \| Jumbo-Visma \| + 51s \| \| \| 6. \| Lennard Kämna \| Bora-Hansgrohe \| + 51s \| \| \| 7. \| Thibaut Pinot \| Groupama-FDJ \| + 1m02s \| \| \| 8. \| Guillaume Martin \| Cofidis \| + 1m04s \| \| \| 9. \| Romain Bardet \| AG2R La Mondiale \| + 1m06s \| \| \| 10. \| Warren Barguil \| Arkéa-Samsic \| + 1m06s \| \| |                        |                   |          |
| |                        |                   |          |
| Fonte: ProCyclingStats |                        |                   |          |
| Classificação por etapas |                        |                   |          |
| Ciclista | Ciclista               | Equipe            | Tempo    |
| 1. | Sepp Kuss              | Jumbo-Visma       | 3h58m39s |
| 2. | Daniel Felipe Martínez | EF Pro Cycling    | + 27s    |
| 3. | Tadej Pogačar          | UAE Team Emirates | + 30s    |
| 4. | Pavel Sivakov          | Team Ineos        | + 45s    |
| 5. | Tom Dumoulin           | Jumbo-Visma       | + 51s    |
| 6. | Lennard Kämna          | Bora-Hansgrohe    | + 51s    |
| 7. | Thibaut Pinot          | Groupama-FDJ      | + 1m02s  |
| 8. | Guillaume Martin       | Cofidis           | + 1m04s  |
| 9. | Romain Bardet          | AG2R La Mondiale  | + 1m06s  |
| 10. | Warren Barguil         | Arkéa-Samsic      | + 1m06s  |

## Classificações finais

### Classificação geral
| \| Classificação geral \| Classificação geral \| Classificação geral \| Classificação geral \| Classificação geral \| \| Ciclista \| Ciclista \| Equipe \| Tempo \| \| \| ------------------- \| ---------------------- \| ------------------- \| ------------------- \| ------------------- \| \| 1. \| Daniel Felipe Martínez \| EF Pro Cycling \| 21h44m58s \| \| \| 2. \| Thibaut Pinot \| Groupama-FDJ \| + 29s \| \| \| 3. \| Guillaume Martin \| Cofidis \| + 41s \| \| \| 4. \| Tadej Pogačar \| UAE Team Emirates \| + 56s \| \| \| 5. \| Miguel Ángel López \| Astana \| + 1m38s \| \| \| 6. \| Romain Bardet \| AG2R La Mondiale \| + 1m43s \| \| \| 7. \| Tom Dumoulin \| Jumbo-Visma \| + 2m07s \| \| \| 8. \| Lennard Kämna \| Bora-Hansgrohe \| + 2m14s \| \| \| 9. \| Warren Barguil \| Arkéa-Samsic \| + 2m49s \| \| \| 10. \| Sepp Kuss \| Jumbo-Visma \| + 2m55s \| \| |                        |                   |           |
| |                        |                   |           |
| Fonte: ProCyclingStats |                        |                   |           |
| Classificação geral |                        |                   |           |
| Ciclista | Ciclista               | Equipe            | Tempo     |
| 1. | Daniel Felipe Martínez | EF Pro Cycling    | 21h44m58s |
| 2. | Thibaut Pinot          | Groupama-FDJ      | + 29s     |
| 3. | Guillaume Martin       | Cofidis           | + 41s     |
| 4. | Tadej Pogačar          | UAE Team Emirates | + 56s     |
| 5. | Miguel Ángel López     | Astana            | + 1m38s   |
| 6. | Romain Bardet          | AG2R La Mondiale  | + 1m43s   |
| 7. | Tom Dumoulin           | Jumbo-Visma       | + 2m07s   |
| 8. | Lennard Kämna          | Bora-Hansgrohe    | + 2m14s   |
| 9. | Warren Barguil         | Arkéa-Samsic      | + 2m49s   |
| 10. | Sepp Kuss              | Jumbo-Visma       | + 2m55s   |

### Classificações Secundárias
| Classificação por pontos | Classificação por pontos | Classificação por pontos | Classificação por pontos | Classificação por pontos |
| Ciclista                 | Ciclista                 | Equipe                   | Pontos                   |                          |
| ------------------------ | ------------------------ | ------------------------ | ------------------------ | ------------------------ |
| 1.                       | Wout van Aert            | Jumbo-Visma              | 29 pts                   |                          |
| 2.                       | Tadej Pogačar            | UAE Team Emirates        | 29 pts                   |                          |
| 3.                       | Thibaut Pinot            | Groupama-FDJ             | 28 pts                   |                          |
| 4.                       | Daniel Felipe Martínez   | EF Pro Cycling           | 22 pts                   |                          |
| 5.                       | Daryl Impey              | Mitchelton-Scott         | 22 pts                   |                          |
| 6.                       | Guillaume Martin         | Cofidis                  | 21 pts                   |                          |
| 7.                       | Lennard Kämna            | Bora-Hansgrohe           | 20 pts                   |                          |
| 8.                       | Pavel Sivakov            | Team Ineos               | 20 pts                   |                          |
| 9.                       | Davide Formolo           | UAE Team Emirates        | 19 pts                   |                          |
| 10.                      | Alejandro Valverde       | Movistar Team            | 18 pts                   |                          |

| Classificação por pontos | Classificação por pontos | Classificação por pontos | Classificação por pontos | Classificação por pontos |
| Ciclista                 | Ciclista                 | Equipe                   | Pontos                   |                          |
| ------------------------ | ------------------------ | ------------------------ | ------------------------ | ------------------------ |
| 1.                       | Wout van Aert            | Jumbo-Visma              | 29 pts                   |                          |
| 2.                       | Tadej Pogačar            | UAE Team Emirates        | 29 pts                   |                          |
| 3.                       | Thibaut Pinot            | Groupama-FDJ             | 28 pts                   |                          |
| 4.                       | Daniel Felipe Martínez   | EF Pro Cycling           | 22 pts                   |                          |
| 5.                       | Daryl Impey              | Mitchelton-Scott         | 22 pts                   |                          |
| 6.                       | Guillaume Martin         | Cofidis                  | 21 pts                   |                          |
| 7.                       | Lennard Kämna            | Bora-Hansgrohe           | 20 pts                   |                          |
| 8.                       | Pavel Sivakov            | Team Ineos               | 20 pts                   |                          |
| 9.                       | Davide Formolo           | UAE Team Emirates        | 19 pts                   |                          |
| 10.                      | Alejandro Valverde       | Movistar Team            | 18 pts                   |                          |

| Classificação da montanha | Classificação da montanha | Classificação da montanha | Classificação da montanha | Classificação da montanha |
| Ciclista                  | Ciclista                  | Equipe                    | Pontos                    |                           |
| ------------------------- | ------------------------- | ------------------------- | ------------------------- | ------------------------- |
| 1.                        | David de la Cruz          | UAE Team Emirates         | 68 pts                    |                           |
| 2.                        | Julian Alaphilippe        | Deceuninck-Quick Step     | 52 pts                    |                           |
| 3.                        | Fausto Masnada            | CCC Team                  | 28 pts                    |                           |
| 4.                        | Pavel Sivakov             | Team Ineos                | 26 pts                    |                           |
| 5.                        | Thibaut Pinot             | Groupama-FDJ              | 26 pts                    |                           |
| 6.                        | Davide Formolo            | UAE Team Emirates         | 25 pts                    |                           |
| 7.                        | Sepp Kuss                 | Jumbo-Visma               | 19 pts                    |                           |
| 8.                        | Michael Schär             | CCC Team                  | 16 pts                    |                           |
| 9.                        | Tadej Pogačar             | UAE Team Emirates         | 15 pts                    |                           |
| 10.                       | Lennard Kämna             | Bora-Hansgrohe            | 12 pts                    |                           |

| Classificação da montanha | Classificação da montanha | Classificação da montanha | Classificação da montanha | Classificação da montanha |
| Ciclista                  | Ciclista                  | Equipe                    | Pontos                    |                           |
| ------------------------- | ------------------------- | ------------------------- | ------------------------- | ------------------------- |
| 1.                        | David de la Cruz          | UAE Team Emirates         | 68 pts                    |                           |
| 2.                        | Julian Alaphilippe        | Deceuninck-Quick Step     | 52 pts                    |                           |
| 3.                        | Fausto Masnada            | CCC Team                  | 28 pts                    |                           |
| 4.                        | Pavel Sivakov             | Team Ineos                | 26 pts                    |                           |
| 5.                        | Thibaut Pinot             | Groupama-FDJ              | 26 pts                    |                           |
| 6.                        | Davide Formolo            | UAE Team Emirates         | 25 pts                    |                           |
| 7.                        | Sepp Kuss                 | Jumbo-Visma               | 19 pts                    |                           |
| 8.                        | Michael Schär             | CCC Team                  | 16 pts                    |                           |
| 9.                        | Tadej Pogačar             | UAE Team Emirates         | 15 pts                    |                           |
| 10.                       | Lennard Kämna             | Bora-Hansgrohe            | 12 pts                    |                           |

| Classificação dos jovens | Classificação dos jovens | Classificação dos jovens | Classificação dos jovens | Classificação dos jovens |
| Ciclista                 | Ciclista                 | Equipe                   | Tempo                    |                          |
| ------------------------ | ------------------------ | ------------------------ | ------------------------ | ------------------------ |
| 1.                       | Daniel Felipe Martínez   | EF Pro Cycling           | 21h44m58s                |                          |
| 2.                       | Tadej Pogačar            | UAE Team Emirates        | + 56s                    |                          |
| 3.                       | Lennard Kämna            | Bora-Hansgrohe           | + 2m14s                  |                          |
| 4.                       | Pavel Sivakov            | Team Ineos               | + 3m10s                  |                          |
| 5.                       | Enric Mas                | Movistar Team            | + 22m33s                 |                          |
| 6.                       | Valentin Madouas         | Groupama-FDJ             | + 26m51s                 |                          |
| 7.                       | Marc Hirschi             | Team Sunweb              | + 31m15s                 |                          |
| 8.                       | Harm Vanhoucke           | Lotto-Soudal             | + 1h04m54s               |                          |
| 9.                       | Niklas Eg                | Trek-Segafredo           | + 1h05m18s               |                          |
| 10.                      | William Barta            | CCC Team                 | + 1h06m36s               |                          |

| Classificação dos jovens | Classificação dos jovens | Classificação dos jovens | Classificação dos jovens | Classificação dos jovens |
| Ciclista                 | Ciclista                 | Equipe                   | Tempo                    |                          |
| ------------------------ | ------------------------ | ------------------------ | ------------------------ | ------------------------ |
| 1.                       | Daniel Felipe Martínez   | EF Pro Cycling           | 21h44m58s                |                          |
| 2.                       | Tadej Pogačar            | UAE Team Emirates        | + 56s                    |                          |
| 3.                       | Lennard Kämna            | Bora-Hansgrohe           | + 2m14s                  |                          |
| 4.                       | Pavel Sivakov            | Team Ineos               | + 3m10s                  |                          |
| 5.                       | Enric Mas                | Movistar Team            | + 22m33s                 |                          |
| 6.                       | Valentin Madouas         | Groupama-FDJ             | + 26m51s                 |                          |
| 7.                       | Marc Hirschi             | Team Sunweb              | + 31m15s                 |                          |
| 8.                       | Harm Vanhoucke           | Lotto-Soudal             | + 1h04m54s               |                          |
| 9.                       | Niklas Eg                | Trek-Segafredo           | + 1h05m18s               |                          |
| 10.                      | William Barta            | CCC Team                 | + 1h06m36s               |                          |

| Classificação por equipes | Classificação por equipes | Classificação por equipes | Classificação por equipes |
| Equipe                    | Equipe                    | Tempo                     |                           |
| ------------------------- | ------------------------- | ------------------------- | ------------------------- |
| 1.                        | Jumbo-Visma               | 65h32m37s                 |                           |
| 2.                        | Groupama-FDJ              | + 18m51s                  |                           |
| 3.                        | Ineos                     | + 21m55s                  |                           |
| 4.                        | Movistar Team             | + 40m36s                  |                           |
| 5.                        | UAE Team Emirates         | + 47m49s                  |                           |
| 6.                        | EF Pro Cycling            | + 49m57s                  |                           |
| 7.                        | Trek-Segafredo            | + 55m43s                  |                           |
| 8.                        | Bahrain McLaren           | + 1h02m53s                |                           |
| 9.                        | Cofidis                   | + 1h08m00s                |                           |
| 10.                       | Astana                    | + 1h11m40s                |                           |

| Classificação por equipes | Classificação por equipes | Classificação por equipes | Classificação por equipes |
| Equipe                    | Equipe                    | Tempo                     |                           |
| ------------------------- | ------------------------- | ------------------------- | ------------------------- |
| 1.                        | Jumbo-Visma               | 65h32m37s                 |                           |
| 2.                        | Groupama-FDJ              | + 18m51s                  |                           |
| 3.                        | Ineos                     | + 21m55s                  |                           |
| 4.                        | Movistar Team             | + 40m36s                  |                           |
| 5.                        | UAE Team Emirates         | + 47m49s                  |                           |
| 6.                        | EF Pro Cycling            | + 49m57s                  |                           |
| 7.                        | Trek-Segafredo            | + 55m43s                  |                           |
| 8.                        | Bahrain McLaren           | + 1h02m53s                |                           |
| 9.                        | Cofidis                   | + 1h08m00s                |                           |
| 10.                       | Astana                    | + 1h11m40s                |                           |

## Classificações UCI
A carreira atribui pontos ao Classificação mundial UCI 2020 segundo o barómetro que segue.
| Posição             | 1.º | 2.º | 3.º | 4.º | 5.º | 6.º | 7.º | 8.º | 9.º | 10.º | 11.º | 12.º | 13.º | 14.º | 15.º | 16.º a 20.º | 21.º a 30.º | 31.º a 50.º | 51.º a 55.º | 56.º a 60.º |
| Classificação geral | 500 | 400 | 325 | 275 | 225 | 175 | 150 | 125 | 100 | 80   | 70   | 60   | 50   | 40   | 35   | 30          | 20          | 10          | 5           | 3           |
| Por etapas          | 60  | 25  | 10  |     |     |     |     |     |     |      |      |      |      |      |      |             |             |             |             |             |
| Líder               | 10  |     |     |     |     |     |     |     |     |      |      |      |      |      |      |             |             |             |             |             |

## Evolução das classificações
| Etapa                 | Vencedor              | Classificação geral | Classificação por pontos | Classificação da montanha | Classificação do melhor jovem | Classificação por equipas |
| --------------------- | --------------------- | ------------------- | ------------------------ | ------------------------- | ----------------------------- | ------------------------- |
| 1                     | Wout Van Aert         | Wout Van Aert       | Wout Van Aert            | Michael Schär             | Egan Bernal                   | Jumbo-Visma               |
| 2                     | Primož Roglič         | Primož Roglič       | Wout Van Aert            | Michael Schär             | Egan Bernal                   | Jumbo-Visma               |
| 3                     | Davide Formolo        | Primož Roglič       | Primož Roglič            | Davide Formolo            | Daniel Martínez               | Jumbo-Visma               |
| 4                     | Lennard Kämna         | Primož Roglič       | Primož Roglič            | David de la Cruz          | Daniel Martínez               | Jumbo-Visma               |
| 5                     | Sepp Kuss             | Daniel Martínez     | Wout Van Aert            | David de la Cruz          | Daniel Martínez               | Jumbo-Visma               |
| Classificações finals | Classificações finals | Daniel Martínez     | Wout Van Aert            | David de la Cruz          | Daniel Martínez               | Jumbo-Visma               |

## Lista dos participantes
| Legenda                       | Legenda | Legenda                                 | Legenda                                                                                 |
| ----------------------------- | --- | --------------------------------------- | --------------------------------------------------------------------------------------- |
| Num                           | Jersey de saída vestida pelo corredor neste                                                                     | Pos                                     | Posição final na classificação geral                                                    |
| Leader da classificação geral | Indica o vencedor da classificação geral                                                                        |                                         | Indica o vencedor da classificação por pontos                                           |
|                               | Indica o vencedor da classificação da montanha                                                                  | Leader da classificação do melhor jovem | Indica o vencedor da classificação do melhor jovem                                      |
|                               | Indica uma camisola de campeão nacional ou mundial, indica a sua especialidade                                  | #                                       | Indica a melhor equipa                                                                  |
| NP                            | Indica um corredor que não tomou a saída de uma etapa, indica o número da etapa onde se retirou                 | AB                                      | Indica um corredor que não terminou uma etapa, indica o número da etapa onde se retirou |
| HD                            | Indica um corredor que terminou uma etapa fora de tempo, indica o número de etapa                               | DSQ                                     | Indica um corredor que foi desqualificado da corrida, indica o número da etapa          |
| *                             | Indica um corredor válido para a classificação do melhor jovem (corredores nascidos depois de 1 dejaneiro 1995) |                                         |                                                                                         |

| Astana AST | Astana AST                      | Astana AST |
| ---------- | ------------------------------- | ---------- |
| Num        | Ciclista                        | Pos        |
| 1          | Miguel Ángel López (COL)        | 5.         |
| 2          | Omar Fraile (ESP)               | NP-5       |
| 3          | Gorka Izagirre (ESP)            | 31.        |
| 4          | Merhawi Kudus (ERI)             | 81.        |
| 5          | Alexey Lutsenko (KAZ) (estrada) | 35.        |
| 6          | Luis León Sánchez (ESP)         | 57.        |
| 7          | Nikita Stalnow (KAZ)            | 103.       |

| EF Pro Cycling EF1 | EF Pro Cycling EF1             | EF Pro Cycling EF1 |
| ------------------ | ------------------------------ | ------------------ |
| Num                | Ciclista                       | Pos                |
| 11                 | Rigoberto Urán (COL)           | 22.                |
| 12                 | Hugh Carthy (GBR)              | 66.                |
| 13                 | Sergio Higuita (COL) (estrada) | 64.                |
| 14                 | Tanel Kangert (EST)            | 46.                |
| 15                 | Jens Keukeleire (BEL)          | 88.                |
| 16                 | Daniel Felipe Martínez (COL)   | 1.                 |
| 17                 | Tejay van Garderen (USA)       | 82.                |

| Bora-Hansgrohe BOH | Bora-Hansgrohe BOH        | Bora-Hansgrohe BOH |
| ------------------ | ------------------------- | ------------------ |
| Num                | Ciclista                  | Pos                |
| 21                 | Emanuel Buchmann (GER)    | DNF-4              |
| 22                 | Felix Großschartner (AUT) | 61.                |
| 23                 | Lennard Kämna (GER)       | 8.                 |
| 24                 | Gregor Mühlberger (AUT)   | DNF-4              |
| 25                 | Daniel Oss (ITA)          | DNF-5              |
| 26                 | Peter Sagan (SVK)         | DNF-5              |
| 27                 | Andreas Schillinger (GER) | DNF-4              |

| Team Ineos INS | Team Ineos INS             | Team Ineos INS |
| -------------- | -------------------------- | -------------- |
| Num            | Ciclista                   | Pos            |
| 31             | Egan Bernal (COL)          | NP-4           |
| 32             | Jonathan Castroviejo (ESP) | 43.            |
| 33             | Chris Froome (GBR)         | 71.            |
| 34             | Michał Kwiatkowski (POL)   | DNF-5          |
| 35             | Pavel Sivakov (RUS)        | 11.            |
| 36             | Geraint Thomas (GBR)       | 37.            |
| 37             | Dylan van Baarle (NED)     | 45.            |

| Groupama-FDJ GFC | Groupama-FDJ GFC                      | Groupama-FDJ GFC |
| ---------------- | ------------------------------------- | ---------------- |
| Num              | Ciclista                              | Pos              |
| 41               | Thibaut Pinot (FRA)                   | 2.               |
| 42               | Bruno Armirail (FRA)                  | 67.              |
| 43               | Antoine Duchesne (CAN)                | DNF-4            |
| 44               | Stefan Küng (SUI)                     | 41.              |
| 45               | Mathieu Ladagnous (FRA)               | 102.             |
| 46               | Valentin Madouas (FRA)                | 21.              |
| 47               | Sébastien Reichenbach (SUI) (estrada) | 13.              |

| Deceuninck-Quick Step DQT | Deceuninck-Quick Step DQT   | Deceuninck-Quick Step DQT |
| ------------------------- | --------------------------- | ------------------------- |
| Num                       | Ciclista                    | Pos                       |
| 51                        | Julian Alaphilippe (FRA)    | 24.                       |
| 52                        | Kasper Asgreen (DEN)        | 99.                       |
| 53                        | Rémi Cavagna (FRA)          | 100.                      |
| 54                        | Tim Declercq (BEL)          | 104.                      |
| 55                        | Bob Jungels (LUX) (estrada) | 42.                       |
| 56                        | James Knox (GBR)            | 76.                       |
| 57                        | Mauri Vansevenant (BEL)     | NP-2                      |

| Jumbo-Visma TJV | Jumbo-Visma TJV               | Jumbo-Visma TJV |
| --------------- | ----------------------------- | --------------- |
| Num             | Ciclista                      | Pos             |
| 61              | Primož Roglič (SLO) (estrada) | NP-5            |
| 62              | Tom Dumoulin (NED)            | 7.              |
| 63              | Robert Gesink (NED)           | 56.             |
| 64              | Steven Kruijswijk (NED)       | DNF-4           |
| 65              | Sepp Kuss (USA)               | 10.             |
| 66              | Tony Martin (GER)             | HD-5            |
| 67              | Wout van Aert (BEL)           | 32.             |

| AG2R La Mondiale ALM | AG2R La Mondiale ALM         | AG2R La Mondiale ALM |
| -------------------- | ---------------------------- | -------------------- |
| Num                  | Ciclista                     | Pos                  |
| 71                   | Romain Bardet (FRA)          | 6.                   |
| 72                   | Mikaël Cherel (FRA)          | 36.                  |
| 73                   | Benoît Cosnefroy (FRA)       | NP-5                 |
| 74                   | Tony Gallopin (FRA)          | 85.                  |
| 75                   | Pierre Latour (FRA)          | 70.                  |
| 76                   | Aurélien Paret-Peintre (FRA) | 68.                  |
| 77                   | Nans Peters (FRA)            | 65.                  |

| UAE Team Emirates UAD | UAE Team Emirates UAD      | UAE Team Emirates UAD |
| --------------------- | -------------------------- | --------------------- |
| Num                   | Ciclista                   | Pos                   |
| 81                    | Tadej Pogačar (SLO)        | 4.                    |
| 82                    | Sven Erik Bystrøm (NOR)    | DNF-4                 |
| 83                    | David de la Cruz (ESP)     | 25.                   |
| 84                    | Davide Formolo (ITA)       | 26.                   |
| 85                    | Alexander Kristoff (NOR)   | HD-5                  |
| 86                    | Vegard Stake Laengen (NOR) | 69.                   |
| 87                    | Jan Polanc (SLO)           | 47.                   |

| Movistar Team MOV | Movistar Team MOV                  | Movistar Team MOV |
| ----------------- | ---------------------------------- | ----------------- |
| Num               | Ciclista                           | Pos               |
| 91                | Alejandro Valverde (ESP) (estrada) | 12.               |
| 92                | Enric Mas (ESP)                    | 20.               |
| 93                | Nelson Oliveira (POR)              | DNF-4             |
| 94                | Antonio Pedrero (ESP)              | 48.               |
| 95                | José Joaquín Rojas (ESP)           | 83.               |
| 96                | Marc Soler (ESP)                   | DNF-5             |
| 97                | Carlos Verona (ESP)                | 62.               |

| Mitchelton-Scott MTS | Mitchelton-Scott MTS          | Mitchelton-Scott MTS |
| -------------------- | ----------------------------- | -------------------- |
| Num                  | Ciclista                      | Pos                  |
| 101                  | Adam Yates (GBR)              | 17.                  |
| 102                  | Brent Bookwalter (USA)        | 77.                  |
| 103                  | Jack Haig (AUS)               | 27.                  |
| 104                  | Damien Howson (AUS)           | DNF-5                |
| 105                  | Daryl Impey (RSA)             | 89.                  |
| 106                  | Christopher Juul-Jensen (DEN) | 95.                  |
| 107                  | Nick Schultz (AUS)            | DNF-5                |

| Trek-Segafredo TFS | Trek-Segafredo TFS     | Trek-Segafredo TFS |
| ------------------ | ---------------------- | ------------------ |
| Num                | Ciclista               | Pos                |
| 111                | Richie Porte (AUS)     | 15.                |
| 112                | Niklas Eg (DEN)        | 51.                |
| 113                | Kenny Elissonde (FRA)  | 16.                |
| 114                | Juan Pedro López (ESP) | NP-3               |
| 115                | Michel Ries (LUX)      | 72.                |
| 116                | Toms Skujiņš (LAT)     | 63.                |
| 117                | Pieter Weening (NED)   | 94.                |

| Team Sunweb SUN | Team Sunweb SUN            | Team Sunweb SUN |
| --------------- | -------------------------- | --------------- |
| Num             | Ciclista                   | Pos             |
| 121             | Tiesj Benoot (BEL)         | DNF-3           |
| 122             | Nikias Arndt (GER)         | 96.             |
| 123             | Mark Donovan (GBR)         | 59.             |
| 124             | Marc Hirschi (SUI)         | 23.             |
| 125             | Søren Kragh Andersen (DEN) | 80.             |
| 126             | Nicolas Roche (IRL)        | 39.             |
| 127             | Jasha Sütterlin (GER)      | 98.             |

| Arkéa-Samsic ARK | Arkéa-Samsic ARK               | Arkéa-Samsic ARK |
| ---------------- | ------------------------------ | ---------------- |
| Num              | Ciclista                       | Pos              |
| 131              | Nairo Quintana (COL)           | DNF-5            |
| 132              | Winner Anacona (COL)           | DNF-5            |
| 133              | Warren Barguil (FRA) (estrada) | 9.               |
| 134              | Maxime Bouet (FRA)             | DNF-5            |
| 135              | Dayer Quintana (COL)           | DNF-5            |
| 136              | Diego Rosa (ITA)               | DNF-5            |
| 137              | Clément Russo (FRA)            | HD-5             |

| NTT Pro Cycling NTT | NTT Pro Cycling NTT        | NTT Pro Cycling NTT |
| ------------------- | -------------------------- | ------------------- |
| Num                 | Ciclista                   | Pos                 |
| 141                 | Roman Kreuziger (CZE)      | DNF-5               |
| 142                 | Michael Gogl (AUT)         | DNF-5               |
| 143                 | Edvald Boasson Hagen (NOR) | DNF-5               |
| 144                 | Michael Valgren (DEN)      | DNF-5               |
| 145                 | Louis Meintjes (RSA)       | 49.                 |
| 146                 | Ben O'Connor (AUS)         | 92.                 |
| 147                 | Domenico Pozzovivo (ITA)   | 40.                 |

| Bahrain McLaren TBM | Bahrain McLaren TBM   | Bahrain McLaren TBM |
| ------------------- | --------------------- | ------------------- |
| Num                 | Ciclista              | Pos                 |
| 151                 | Mikel Landa (ESP)     | 18.                 |
| 152                 | Pello Bilbao (ESP)    | 33.                 |
| 153                 | Damiano Caruso (ITA)  | 29.                 |
| 154                 | Sonny Colbrelli (ITA) | 101.                |
| 155                 | Matej Mohorič (SLO)   | 55.                 |
| 156                 | Dylan Teuns (BEL)     | 91.                 |
| 157                 | Rafa Valls (ESP)      | 52.                 |

| Cofidis COF | Cofidis COF               | Cofidis COF |
| ----------- | ------------------------- | ----------- |
| Num         | Ciclista                  | Pos         |
| 161         | Guillaume Martin (FRA)    | 3.          |
| 162         | Nicolas Edet (FRA)        | 34.         |
| 163         | Victor Lafay (FRA)        | 75.         |
| 164         | Luis Ángel Maté (ESP)     | 86.         |
| 165         | Anthony Perez (FRA)       | 73.         |
| 166         | Pierre-Luc Périchon (FRA) | DNF-5       |
| 167         | Stéphane Rossetto (FRA)   | 44.         |

| Israel Start-Up Nation ISN | Israel Start-Up Nation ISN | Israel Start-Up Nation ISN |
| -------------------------- | -------------------------- | -------------------------- |
| Num                        | Ciclista                   | Pos                        |
| 171                        | Daniel Martin (IRL)        | NP-3                       |
| 172                        | André Greipel (GER)        | DNF-4                      |
| 173                        | Hugo Hofstetter (FRA)      | 93.                        |
| 174                        | Krists Neilands (LAT)      | 60.                        |
| 175                        | Guy Niv (ISR)              | 97.                        |
| 176                        | Nils Politt (GER)          | NP-4                       |
| 177                        | Mads Würtz (DEN)           | 74.                        |

| Lotto-Soudal LTS | Lotto-Soudal LTS         | Lotto-Soudal LTS |
| ---------------- | ------------------------ | ---------------- |
| Num              | Ciclista                 | Pos              |
| 181              | Carl Fredrik Hagen (NOR) | 30.              |
| 182              | Sander Armée (BEL)       | DNF-5            |
| 183              | Thomas De Gendt (BEL)    | 58.              |
| 184              | Rémy Mertz (BEL)         | DNF-5            |
| 185              | Brent Van Moer (BEL)     | DNF-1            |
| 186              | Harm Vanhoucke (BEL)     | 50.              |
| 187              | Jelle Wallays (BEL)      | DNF-4            |

| Total Direct Énergie TDE | Total Direct Énergie TDE | Total Direct Énergie TDE |
| ------------------------ | ------------------------ | ------------------------ |
| Num                      | Ciclista                 | Pos                      |
| 191                      | Rein Taaramäe (EST)      | DNF-5                    |
| 192                      | Niccolò Bonifazio (ITA)  | DNF-1                    |
| 193                      | Mathieu Burgaudeau (FRA) | DNF-3                    |
| 194                      | Jérôme Cousin (FRA)      | HD-2                     |
| 195                      | Fabien Grellier (FRA)    | DNF-5                    |
| 196                      | Romain Sicard (FRA)      | 38.                      |
| 197                      | Geoffrey Soupe (FRA)     | HD-5                     |

| CCC Team CCC | CCC Team CCC             | CCC Team CCC |
| ------------ | ------------------------ | ------------ |
| Num          | Ciclista                 | Pos          |
| 201          | Fausto Masnada (ITA)     | 28.          |
| 202          | William Barta (USA)      | 53.          |
| 203          | Víctor de la Parte (ESP) | 19.          |
| 204          | Jan Hirt (CZE)           | DNF-1        |
| 205          | Pavel Kochetkov (RUS)    | 78.          |
| 206          | Michael Schär (SUI)      | 90.          |
| 207          | Łukasz Wiśniowski (POL)  | DNF-5        |

| Circus-Wanty Gobert CWG | Circus-Wanty Gobert CWG | Circus-Wanty Gobert CWG |
| ----------------------- | ----------------------- | ----------------------- |
| Num                     | Ciclista                | Pos                     |
| 211                     | Jan Bakelants (BEL)     | 54.                     |
| 212                     | Jérémy Bellicaud (FRA)  | DNF-4                   |
| 213                     | Thomas Degand (BEL)     | 79.                     |
| 214                     | Fabien Doubey (FRA)     | 84.                     |
| 215                     | Alexander Evans (AUS)   | HD-5                    |
| 216                     | Quinten Hermans (BEL)   | DNF-1                   |
| 217                     | Xandro Meurisse (BEL)   | DNF-5                   |

| B&B Hotels-Vital Concept p/b KTM BVC | B&B Hotels-Vital Concept p/b KTM BVC | B&B Hotels-Vital Concept p/b KTM BVC |
| ------------------------------------ | ------------------------------------ | ------------------------------------ |
| Num                                  | Ciclista                             | Pos                                  |
| 221                                  | Pierre Rolland (FRA)                 | 14.                                  |
| 222                                  | Maxime Chevalier (FRA)               | HD-5                                 |
| 223                                  | Arnaud Courteille (FRA)              | 105.                                 |
| 224                                  | Cyril Gautier (FRA)                  | 87.                                  |
| 225                                  | Quentin Pacher (FRA)                 | DNF-3                                |
| 226                                  | Sebastian Schönberger (AUT)          | HD-5                                 |
| 227                                  | Tom Slagter (NED)                    | 106.                                 |

| Astana AST | Astana AST                      | Astana AST |
| ---------- | ------------------------------- | ---------- |
| Num        | Ciclista                        | Pos        |
| 1          | Miguel Ángel López (COL)        | 5.         |
| 2          | Omar Fraile (ESP)               | NP-5       |
| 3          | Gorka Izagirre (ESP)            | 31.        |
| 4          | Merhawi Kudus (ERI)             | 81.        |
| 5          | Alexey Lutsenko (KAZ) (estrada) | 35.        |
| 6          | Luis León Sánchez (ESP)         | 57.        |
| 7          | Nikita Stalnow (KAZ)            | 103.       |

| EF Pro Cycling EF1 | EF Pro Cycling EF1             | EF Pro Cycling EF1 |
| ------------------ | ------------------------------ | ------------------ |
| Num                | Ciclista                       | Pos                |
| 11                 | Rigoberto Urán (COL)           | 22.                |
| 12                 | Hugh Carthy (GBR)              | 66.                |
| 13                 | Sergio Higuita (COL) (estrada) | 64.                |
| 14                 | Tanel Kangert (EST)            | 46.                |
| 15                 | Jens Keukeleire (BEL)          | 88.                |
| 16                 | Daniel Felipe Martínez (COL)   | 1.                 |
| 17                 | Tejay van Garderen (USA)       | 82.                |

| Bora-Hansgrohe BOH | Bora-Hansgrohe BOH        | Bora-Hansgrohe BOH |
| ------------------ | ------------------------- | ------------------ |
| Num                | Ciclista                  | Pos                |
| 21                 | Emanuel Buchmann (GER)    | DNF-4              |
| 22                 | Felix Großschartner (AUT) | 61.                |
| 23                 | Lennard Kämna (GER)       | 8.                 |
| 24                 | Gregor Mühlberger (AUT)   | DNF-4              |
| 25                 | Daniel Oss (ITA)          | DNF-5              |
| 26                 | Peter Sagan (SVK)         | DNF-5              |
| 27                 | Andreas Schillinger (GER) | DNF-4              |

| Team Ineos INS | Team Ineos INS             | Team Ineos INS |
| -------------- | -------------------------- | -------------- |
| Num            | Ciclista                   | Pos            |
| 31             | Egan Bernal (COL)          | NP-4           |
| 32             | Jonathan Castroviejo (ESP) | 43.            |
| 33             | Chris Froome (GBR)         | 71.            |
| 34             | Michał Kwiatkowski (POL)   | DNF-5          |
| 35             | Pavel Sivakov (RUS)        | 11.            |
| 36             | Geraint Thomas (GBR)       | 37.            |
| 37             | Dylan van Baarle (NED)     | 45.            |

| Groupama-FDJ GFC | Groupama-FDJ GFC                      | Groupama-FDJ GFC |
| ---------------- | ------------------------------------- | ---------------- |
| Num              | Ciclista                              | Pos              |
| 41               | Thibaut Pinot (FRA)                   | 2.               |
| 42               | Bruno Armirail (FRA)                  | 67.              |
| 43               | Antoine Duchesne (CAN)                | DNF-4            |
| 44               | Stefan Küng (SUI)                     | 41.              |
| 45               | Mathieu Ladagnous (FRA)               | 102.             |
| 46               | Valentin Madouas (FRA)                | 21.              |
| 47               | Sébastien Reichenbach (SUI) (estrada) | 13.              |

| Deceuninck-Quick Step DQT | Deceuninck-Quick Step DQT   | Deceuninck-Quick Step DQT |
| ------------------------- | --------------------------- | ------------------------- |
| Num                       | Ciclista                    | Pos                       |
| 51                        | Julian Alaphilippe (FRA)    | 24.                       |
| 52                        | Kasper Asgreen (DEN)        | 99.                       |
| 53                        | Rémi Cavagna (FRA)          | 100.                      |
| 54                        | Tim Declercq (BEL)          | 104.                      |
| 55                        | Bob Jungels (LUX) (estrada) | 42.                       |
| 56                        | James Knox (GBR)            | 76.                       |
| 57                        | Mauri Vansevenant (BEL)     | NP-2                      |

| Jumbo-Visma TJV | Jumbo-Visma TJV               | Jumbo-Visma TJV |
| --------------- | ----------------------------- | --------------- |
| Num             | Ciclista                      | Pos             |
| 61              | Primož Roglič (SLO) (estrada) | NP-5            |
| 62              | Tom Dumoulin (NED)            | 7.              |
| 63              | Robert Gesink (NED)           | 56.             |
| 64              | Steven Kruijswijk (NED)       | DNF-4           |
| 65              | Sepp Kuss (USA)               | 10.             |
| 66              | Tony Martin (GER)             | HD-5            |
| 67              | Wout van Aert (BEL)           | 32.             |

| AG2R La Mondiale ALM | AG2R La Mondiale ALM         | AG2R La Mondiale ALM |
| -------------------- | ---------------------------- | -------------------- |
| Num                  | Ciclista                     | Pos                  |
| 71                   | Romain Bardet (FRA)          | 6.                   |
| 72                   | Mikaël Cherel (FRA)          | 36.                  |
| 73                   | Benoît Cosnefroy (FRA)       | NP-5                 |
| 74                   | Tony Gallopin (FRA)          | 85.                  |
| 75                   | Pierre Latour (FRA)          | 70.                  |
| 76                   | Aurélien Paret-Peintre (FRA) | 68.                  |
| 77                   | Nans Peters (FRA)            | 65.                  |

| UAE Team Emirates UAD | UAE Team Emirates UAD      | UAE Team Emirates UAD |
| --------------------- | -------------------------- | --------------------- |
| Num                   | Ciclista                   | Pos                   |
| 81                    | Tadej Pogačar (SLO)        | 4.                    |
| 82                    | Sven Erik Bystrøm (NOR)    | DNF-4                 |
| 83                    | David de la Cruz (ESP)     | 25.                   |
| 84                    | Davide Formolo (ITA)       | 26.                   |
| 85                    | Alexander Kristoff (NOR)   | HD-5                  |
| 86                    | Vegard Stake Laengen (NOR) | 69.                   |
| 87                    | Jan Polanc (SLO)           | 47.                   |

| Movistar Team MOV | Movistar Team MOV                  | Movistar Team MOV |
| ----------------- | ---------------------------------- | ----------------- |
| Num               | Ciclista                           | Pos               |
| 91                | Alejandro Valverde (ESP) (estrada) | 12.               |
| 92                | Enric Mas (ESP)                    | 20.               |
| 93                | Nelson Oliveira (POR)              | DNF-4             |
| 94                | Antonio Pedrero (ESP)              | 48.               |
| 95                | José Joaquín Rojas (ESP)           | 83.               |
| 96                | Marc Soler (ESP)                   | DNF-5             |
| 97                | Carlos Verona (ESP)                | 62.               |

| Mitchelton-Scott MTS | Mitchelton-Scott MTS          | Mitchelton-Scott MTS |
| -------------------- | ----------------------------- | -------------------- |
| Num                  | Ciclista                      | Pos                  |
| 101                  | Adam Yates (GBR)              | 17.                  |
| 102                  | Brent Bookwalter (USA)        | 77.                  |
| 103                  | Jack Haig (AUS)               | 27.                  |
| 104                  | Damien Howson (AUS)           | DNF-5                |
| 105                  | Daryl Impey (RSA)             | 89.                  |
| 106                  | Christopher Juul-Jensen (DEN) | 95.                  |
| 107                  | Nick Schultz (AUS)            | DNF-5                |

| Trek-Segafredo TFS | Trek-Segafredo TFS     | Trek-Segafredo TFS |
| ------------------ | ---------------------- | ------------------ |
| Num                | Ciclista               | Pos                |
| 111                | Richie Porte (AUS)     | 15.                |
| 112                | Niklas Eg (DEN)        | 51.                |
| 113                | Kenny Elissonde (FRA)  | 16.                |
| 114                | Juan Pedro López (ESP) | NP-3               |
| 115                | Michel Ries (LUX)      | 72.                |
| 116                | Toms Skujiņš (LAT)     | 63.                |
| 117                | Pieter Weening (NED)   | 94.                |

| Team Sunweb SUN | Team Sunweb SUN            | Team Sunweb SUN |
| --------------- | -------------------------- | --------------- |
| Num             | Ciclista                   | Pos             |
| 121             | Tiesj Benoot (BEL)         | DNF-3           |
| 122             | Nikias Arndt (GER)         | 96.             |
| 123             | Mark Donovan (GBR)         | 59.             |
| 124             | Marc Hirschi (SUI)         | 23.             |
| 125             | Søren Kragh Andersen (DEN) | 80.             |
| 126             | Nicolas Roche (IRL)        | 39.             |
| 127             | Jasha Sütterlin (GER)      | 98.             |

| Arkéa-Samsic ARK | Arkéa-Samsic ARK               | Arkéa-Samsic ARK |
| ---------------- | ------------------------------ | ---------------- |
| Num              | Ciclista                       | Pos              |
| 131              | Nairo Quintana (COL)           | DNF-5            |
| 132              | Winner Anacona (COL)           | DNF-5            |
| 133              | Warren Barguil (FRA) (estrada) | 9.               |
| 134              | Maxime Bouet (FRA)             | DNF-5            |
| 135              | Dayer Quintana (COL)           | DNF-5            |
| 136              | Diego Rosa (ITA)               | DNF-5            |
| 137              | Clément Russo (FRA)            | HD-5             |

| NTT Pro Cycling NTT | NTT Pro Cycling NTT        | NTT Pro Cycling NTT |
| ------------------- | -------------------------- | ------------------- |
| Num                 | Ciclista                   | Pos                 |
| 141                 | Roman Kreuziger (CZE)      | DNF-5               |
| 142                 | Michael Gogl (AUT)         | DNF-5               |
| 143                 | Edvald Boasson Hagen (NOR) | DNF-5               |
| 144                 | Michael Valgren (DEN)      | DNF-5               |
| 145                 | Louis Meintjes (RSA)       | 49.                 |
| 146                 | Ben O'Connor (AUS)         | 92.                 |
| 147                 | Domenico Pozzovivo (ITA)   | 40.                 |

| Bahrain McLaren TBM | Bahrain McLaren TBM   | Bahrain McLaren TBM |
| ------------------- | --------------------- | ------------------- |
| Num                 | Ciclista              | Pos                 |
| 151                 | Mikel Landa (ESP)     | 18.                 |
| 152                 | Pello Bilbao (ESP)    | 33.                 |
| 153                 | Damiano Caruso (ITA)  | 29.                 |
| 154                 | Sonny Colbrelli (ITA) | 101.                |
| 155                 | Matej Mohorič (SLO)   | 55.                 |
| 156                 | Dylan Teuns (BEL)     | 91.                 |
| 157                 | Rafa Valls (ESP)      | 52.                 |

| Cofidis COF | Cofidis COF               | Cofidis COF |
| ----------- | ------------------------- | ----------- |
| Num         | Ciclista                  | Pos         |
| 161         | Guillaume Martin (FRA)    | 3.          |
| 162         | Nicolas Edet (FRA)        | 34.         |
| 163         | Victor Lafay (FRA)        | 75.         |
| 164         | Luis Ángel Maté (ESP)     | 86.         |
| 165         | Anthony Perez (FRA)       | 73.         |
| 166         | Pierre-Luc Périchon (FRA) | DNF-5       |
| 167         | Stéphane Rossetto (FRA)   | 44.         |

| Israel Start-Up Nation ISN | Israel Start-Up Nation ISN | Israel Start-Up Nation ISN |
| -------------------------- | -------------------------- | -------------------------- |
| Num                        | Ciclista                   | Pos                        |
| 171                        | Daniel Martin (IRL)        | NP-3                       |
| 172                        | André Greipel (GER)        | DNF-4                      |
| 173                        | Hugo Hofstetter (FRA)      | 93.                        |
| 174                        | Krists Neilands (LAT)      | 60.                        |
| 175                        | Guy Niv (ISR)              | 97.                        |
| 176                        | Nils Politt (GER)          | NP-4                       |
| 177                        | Mads Würtz (DEN)           | 74.                        |

| Lotto-Soudal LTS | Lotto-Soudal LTS         | Lotto-Soudal LTS |
| ---------------- | ------------------------ | ---------------- |
| Num              | Ciclista                 | Pos              |
| 181              | Carl Fredrik Hagen (NOR) | 30.              |
| 182              | Sander Armée (BEL)       | DNF-5            |
| 183              | Thomas De Gendt (BEL)    | 58.              |
| 184              | Rémy Mertz (BEL)         | DNF-5            |
| 185              | Brent Van Moer (BEL)     | DNF-1            |
| 186              | Harm Vanhoucke (BEL)     | 50.              |
| 187              | Jelle Wallays (BEL)      | DNF-4            |

| Total Direct Énergie TDE | Total Direct Énergie TDE | Total Direct Énergie TDE |
| ------------------------ | ------------------------ | ------------------------ |
| Num                      | Ciclista                 | Pos                      |
| 191                      | Rein Taaramäe (EST)      | DNF-5                    |
| 192                      | Niccolò Bonifazio (ITA)  | DNF-1                    |
| 193                      | Mathieu Burgaudeau (FRA) | DNF-3                    |
| 194                      | Jérôme Cousin (FRA)      | HD-2                     |
| 195                      | Fabien Grellier (FRA)    | DNF-5                    |
| 196                      | Romain Sicard (FRA)      | 38.                      |
| 197                      | Geoffrey Soupe (FRA)     | HD-5                     |

| CCC Team CCC | CCC Team CCC             | CCC Team CCC |
| ------------ | ------------------------ | ------------ |
| Num          | Ciclista                 | Pos          |
| 201          | Fausto Masnada (ITA)     | 28.          |
| 202          | William Barta (USA)      | 53.          |
| 203          | Víctor de la Parte (ESP) | 19.          |
| 204          | Jan Hirt (CZE)           | DNF-1        |
| 205          | Pavel Kochetkov (RUS)    | 78.          |
| 206          | Michael Schär (SUI)      | 90.          |
| 207          | Łukasz Wiśniowski (POL)  | DNF-5        |

| Circus-Wanty Gobert CWG | Circus-Wanty Gobert CWG | Circus-Wanty Gobert CWG |
| ----------------------- | ----------------------- | ----------------------- |
| Num                     | Ciclista                | Pos                     |
| 211                     | Jan Bakelants (BEL)     | 54.                     |
| 212                     | Jérémy Bellicaud (FRA)  | DNF-4                   |
| 213                     | Thomas Degand (BEL)     | 79.                     |
| 214                     | Fabien Doubey (FRA)     | 84.                     |
| 215                     | Alexander Evans (AUS)   | HD-5                    |
| 216                     | Quinten Hermans (BEL)   | DNF-1                   |
| 217                     | Xandro Meurisse (BEL)   | DNF-5                   |

| B&B Hotels-Vital Concept p/b KTM BVC | B&B Hotels-Vital Concept p/b KTM BVC | B&B Hotels-Vital Concept p/b KTM BVC |
| ------------------------------------ | ------------------------------------ | ------------------------------------ |
| Num                                  | Ciclista                             | Pos                                  |
| 221                                  | Pierre Rolland (FRA)                 | 14.                                  |
| 222                                  | Maxime Chevalier (FRA)               | HD-5                                 |
| 223                                  | Arnaud Courteille (FRA)              | 105.                                 |
| 224                                  | Cyril Gautier (FRA)                  | 87.                                  |
| 225                                  | Quentin Pacher (FRA)                 | DNF-3                                |
| 226                                  | Sebastian Schönberger (AUT)          | HD-5                                 |
| 227                                  | Tom Slagter (NED)                    | 106.                                 |